# Dmitrovsk
Dmitrovsk è una cittadina della Russia europea sudoccidentale, situata nell'Oblast' di Orël, 89 chilometri a sudovest del capoluogo Orël, sulle rive del fiume Obščerica; è il capoluogo del distretto di Dmitrovskij.
Fondata nel 1711 con il nome di Dmitrievka (in russo Дми́триевка?), venne poi ribattezzata Dmitrovka; ricevette lo status di città nel 1782. Seguirono poi altri due cambi di nome, il primo dei quali nel 1929, quando venne ribattezzata Dmitrovsk-Orlovskij (russo Дмитровск-Орловский), il secondo nel 2005, quando prese il nome attuale.

## Geografia fisica

### Clima
La città di Dmitrovsk ha un clima continentale freddo.

## Società

### Evoluzione demografica
Fonte: mojgorod.ru
- 1897: 5.291
- 1939: 5.421
- 1970: 6.308
- 1989: 6.974
- 2002: 6.492
- 2010: 5.648
- 2018: 5.105